# مصطفى هاشم زهي
مصطفي هاشم زهي من مواليد 28 مايو 1989 في مشهد ، وهو مخرج إيراني.

## سيرة شخصية
مصطفى هاشم زهي (من مواليد 28 مايو 1989 في مشهد) هو مخرج ومنتج، نجل الدكتور مراد هاشم زهي (عضو البرلمان وعضو لجنة الصحة البرلمانية).مصطفى هاشم زاهي هو الطفل الرابع في عائلة مكونة من سبعة أفراد. وهو خريج الهندسة المعمارية من كلية الآداب والعمارة بجامعة آزاد في طهران. بعد التخرج، قرر أن يصنع مقطع فيديو موسيقيًا يعرف باسم سيد علي صياييل فييل. منذ البداية، أصبح مهتمًا بمهنة السينما وبدأ الإخراج في عام 2011.

## أفلامه
- دولار ناركو 1989 (الممثل)[4]

## كراسة التمارين المدرسية
1. فوندادور ديل معهد أريان ستار[5]
2. لديها 3 مسؤولين حكوميين في مسابقات التصميم المعماري
3. المركز الأول في العمارة هورنو
4. تصميم المركز الثالث لبلدية مدينة تباد[6]
5. المركز الثاني لوزارة الطرق والتنمية العمرانية في تصميم المساكن للمستقبل
6. مؤلف مقال التسويق في الصناعة المصرفية[7]
7. يستعرض المؤلف ويشرح دور العلاقات التسويقية في الأعمال الموجهة نحو الخدمات[8]
8. مؤلف فيزياء البترول

## العريان ستار
وقال مصطفى هاشمزي، المدير الإداري لستار آريان ستار: «الغرض من برنامج تحديد المواهب ستار آريان هو تحديد ومساعدة المواهب المجهولة والاهتمام الإيراني والعالمي بالنجوم الإيرانيين».

### قائمة المشاركين في برنامج أريا ستار
| اسم             | موهبة             | موقعك    | عمر |
| --------------- | ----------------- | -------- | --- |
| امیرعباس رجبیان | الممثل            | بهنمير   | 7   |
| آرات حسینی      | بهلواني في السيرك | بابول    | 4   |
| سجاد غریبی      | رفع الاثقال       | بوشهر    | 26  |
| لیانا شریفیان   | أداة              | بوشهر    | 19  |
| میلاد بابایی    | موسيقى            | طهران    | 28  |
| زهرا بیرامی     | ينحني             | أذربيجان | 7   |
| رامین فرج نجاد  | قوي               | طهران    | 27  |
| سزار وماکسیم    | العاب ناريه       | ---      | --  |
| محمد بلندی      | حلقة              | ---      | --  |
| فاطمه حمامی     | دهان              | أصفهان   | 29  |
| ذاکر حسینوند    | أوضاع وتمارين     | كرج      | --  |

## الأنشطة السياسية
1- من عام 2011 إلى 1394 ، الجمعية الاستشارية الإسلامية للبرلمان.
2- من عام 1395 إلى عام 1395 ، مقدم المركز السمعي البصري لمقدم التعليم الرئاسي.
3- منذ عام 1395 ، أنشطة القطاع الخاص.